# Kika en Bob
Kika en Bob is een tekenfilmserie, die dagelijks werd uitgezonden door de NTR en Ketnet.

## De serie
De serie is ontwikkeld door Vincent Bal en Colette Bothof in samenwerking met Bruno Felix en Femke Wolting. De serie is gemaakt in een Europees samenwerkingsverband, waaraan naast de NTR (eerst NPS) en Ketnet ook onder andere Discovery Kids aan meedeed. Het uitgangspunt van de serie was om kinderen kennis te laten maken met diverse culturen. De eerste serie bevat 26 afleveringen en werd uitgezonden in februari en maart van 2008. De tweede serie bevat eveneens 26 afleveringen.

## Cast

### Nederlandse stemmen
- Georgina Verbaan - Kika
- Jack Wouterse - Bob
- Joris Lutz - verteller
- Vincent Bal - Tijgertje
- Huub Dikstaal - overige stemmen
- Hetty Heyting - overige stemmen

### Vlaamse stemmen
- Tine Van den Wijngaert - Kika
- Vic De Wachter - Bob
- Koen Van Impe - Verteller
- Vincent Bal - Tijgertje
- An Lovink - overige stemmen
- Dimitri Leue - overige stemmen
- Eva Vermeire - overige stemmen
- Pieter Embrechts - overige stemmen
- Jan Hessens - overige stemmen

## Afleveringen
Seizoen 1
1. Gejaagd door de Wind (Amazonewoud)
2. Voetbal in Rio (Rio de Janeiro)
3. Cruiseschip Ahoy (cruise)
4. Voodoo en Insecten (Senegal)
5. Het Geheim van de Piramiden (de Sahara)
6. De Terugkeer van de Yeti (Tibet)
7. Bobbywood (India)
8. Bobbinson Crusoe (de Indische oceaan)
9. Krokodillen met een Handtas (Australië)
10. Plastic Tulpen (Japan)
11. Trans-Siberië Express (Trans-Siberië Express)
12. Schoenen op het Menu (Moskou)
13. Taxi Esperanza (Cuba)
14. Expeditie Vlekje (Mexico)
15. De Amerikaanse Droom (De Verenigde Staten)
16. Cowgirl Kika (Texas)
17. Kies Bobbo! (New York)
18. Naowk tie-ma see-nee-ta-vic! (Groenland)
19. Moed Houden (de Noordpool)
20. Ping-pong voor Beginners (China)
21. Golfballen in de Woestijn (Verenigde Arabische Emiraten)
22. Safari! (Kenia)
23. Mamma Mia (Italië)
24. Lavendel, Kunst en Varkentjes (Frankrijk)
25. Het Parelsnoer Mysterie (Verenigd Koninkrijk)
26. Waterloo (België)

Seizoen 2
1. Seregenti Baby (Kenia en Tanzania)
2. Tango in de Pampa (Argentinië)
3. Kung Fu Bob (China)
4. Een Australisch Avontuur (Australië - Tasmanië)
5. Peper en Stekels (Mexico - Papantla)
6. Majoor Bob en de Prinses van de Woestijn (Egypte)
7. Alleen op de Wereld (Stille Oceaan - Onbewoond Eiland)
8. Een Braziliaanse Bende (Brazilië - Rio de Janeiro)
9. De Texas Blues  (Verenigde Staten - Texas)
10. Kika en Bob in The Big Apple (Verenigde Staten -  Illinois)
11. Gekke Vogel in het Vaticaan (Vaticaanstad)
12. Koekoek in de Alpen (Zwitserland)
13. Een Lied voor Tilly (Nederland - Amsterdam)
14. Een Reden tot Klagen (Israël)
15. Een Gevleugeld Gerecht (Marokko - Casablanca)
16. Feesten en Beesten (India - Mumbai)
17. De Weg van het Geluk (Bhutan)
18. Een IJzige Tijd (Denemarken - Groenland)
19. De Ketchup Koning (Verenigde Staten - Illinois)
20. Viva Kika en Bob! (Cuba - Havana)
21. Tokyo Tilly (Japan - Tokio)
22. Magisch Moskou (Rusland - Moskou)
23. Spanning in Sicilië (Italië - Sicilië)
24. De Deftige Duif (Verenigd Koninkrijk - Engeland)
25. Een Kunstige Tour (Frankrijk - Parijs)
26. De Zombie van Genoelselderen (België - Waterloo)

Seizoen 1 is in vier delen op dvd verschenen.